# EMI Classics
EMI Classics là một hãng thu âm được Thorn EMI thành lập vào năm 1990 để giảm thiểu nhu cầu sản xuất các bao bì, và là công ty nhập danh mục cho các bản phát hành nhạc cổ điển được từng quốc gia phân phối trên toàn thế giới. Sau khi Thorn EMI bị sụp đổ vào năm 1996, bộ phận âm nhạc thu âm của nó trở thành EMI Group. Sau sự chấp thuận của Ủy ban Châu Âu về việc Universal Music tiếp quản Tập đoàn EMI vào tháng 9 năm 2012, EMI Classics đã được liệt kê để thoái vốn. Thương hiệu đã được bán cho Warner Music Group, và EMI Classics được sáp nhập và Warner Classics vào năm 2013.